# Megvilágosodás sztúpa
A Megvilágosodás sztúpa a magyarországi buddhizmus egyik fontos építménye Becske községben, amelyet a Gyémánt Út Buddhista Közösség épített 2008-ban a település melletti elvonulási és meditációs központban, a Csiga-hegyen. A sztúpa felső részében aranyozott, ülő Buddha-szobor látható. Az építmény mögötti domboldalt buddhista imazászlók hálózzák be.

## Története
A kilenc méter magas építményt eredetileg Hamburgban akarták felállítani, ám a város vezetősége az utolsó pillanatban visszavonta az építési engedélyt, így kapta meg a lehetőséget az Gyémánt Út Buddhista Közösség. A becskei elvonulási központ 50 hektáros területén a sztúpát 2008-ban 9 hét leforgása alatt építették fel Serab Gyalcen rinpocse vezetésével. Az év szeptemberében Serab Gyalcen rinpocse és Láma Ole Nydahl avatta fel.

## Látogatása
Az év minden napján szabadon látogatható. A sztúpákat az óramutató járása szerint szokás háromszor megkerülni, mialatt jókívánságokat szokás magunkban megfogalmazni. A jó kívánságok után gondolatban felajánlásokat szokás tenni mások számára. Az építmény látogatásához nem szükséges buddhista vallásúnak lenni, vagy a Buddha tanai szerint élni, viszont itt is be kell tartani a megszentelt helyeken szokásos viselkedési formákat, például nem szabad a sztúpánál dohányozni.

### Külső hivatkozások
- A sztúpa oldala az egyház hivatalos oldalán.